# WestRock
WestRock est une entreprise américaine de fabrication de papier et d'emballage issue en 2015 de la fusion entre MeadWestvaco et RockTenn.

## Histoire
En janvier 2017, WestRock annonce l'acquisition de Multi Packaging Solutions International pour 1,39 milliard de dollars, hors reprise de dette. En parallèle, WestRock annonce la vente de ses activités dans les distributeurs de savons et dans les sprays pour 1 milliard de dollars à Silgan. 
En janvier 2018, WestRock annonce l'acquisition de KapStone, une autre entreprise américaine d'emballage, pour 3,5 milliards de dollars.

## Principaux actionnaires
Au 2 janvier 2020:
| The Vanguard Group                 | 11,2% |
| Capital Research & Management W.I. | 6,93% |
| SSgA Funds Management              | 4,70% |
| BlackRock Fund Advisors            | 3,10% |
| JPMorgan Investment Management     | 2,99% |
| LSV Asset Management               | 2,36% |
| Geode Capital Management           | 1,60% |
| Citadel Advisors                   | 1,59% |
| Millennium Management              | 1,46% |
| Norges Bank Investment Management  | 1,45% |